# Oddział Armii Krajowej „Garbnik”
Oddział Armii Krajowej „Garbnik” – oddział partyzancki Armii Krajowej działający w Beskidzie Żywieckim w latach 1943–1945, a następnie uczestniczący w antykomunistycznej konspiracji zbrojnej do jesieni 1945 roku.

## Powstanie i struktura
Oddział, początkowo pod nazwą "Beskid Zachodni", powstał w 1943 roku z połączenia mniejszych grup partyzanckich działających od 1942 r. W 1944 został przemianowany na kompanię "Garbnik" o liczebności 140 żołnierzy i wszedł w skład 21 Dywizji Piechoty Armii Krajowej. W kompanii służyli m.in. zbiegowie z obozu koncentracyjnego Auschwitz.
Dowódcą oddziału "Beskid Zachodni", a potem pierwszym dowódcą "Garbnika" był ppor. (później por.) Czesław Świątecki ps. „Surma”. Kolejnym dowódcą kompanii "Garbnik" został por. Józef Barcikowski ps. „Chiromanta”, dowodząc oddziałem pod koniec 1944 i na początku 1945.
W końcu 1944 r. kompania operowała czterema plutonami, których dowódcami byli:
- Józef Kołacz „Jawor”,
- Tomasz Płonka „Wiarus”,
- Stanisław Zyguła „Zyndram”,
- Kazimierz Wolny „Hart”

## Działalność podczas II wojny światowej
Na przełomie 1944 i 1945, mimo że akcja „Burza” nie została rozpoczęta na Śląsku, „Garbnik” przystąpił do tzw. „małej Burzy”, mającej na celu ochronę ludności i zwalczanie cofających się oddziałów niemieckich. Oddział operował w terenie wykonując lokalne akcje zbrojne. W lutym 1945 został rozwiązany.

## Antykomunistyczna działalność po wojnie
Po rozwiązaniu AK i utworzeniu Delegatury Sił Zbrojnych (maj 1945), oddział „Garbnik” został w czerwcu reaktywowany jako struktura zbrojna DSZ. Początkowo liczył ok. 35 żołnierzy w dwóch plutonach dowodzonych przez Jana Tomaszka „Burzę” i „Harta”. Dowódcą całego oddziału był por. Antoni Andrzejewski „Kirbis”.
Główne działania po wojnie:
- karanie, w tym egzekucje agentów i funkcjonariuszy UB, członków i aktywnych sympatyków PPR oraz sowieckich funkcjonariuszy (m.in. w Żywcu, Świnnej, Sporyszu, Rychwałdzie, Kocierzu). Egzekucji dokonywano na podstawie wyroków sądów polowych DSZ.
- akcje ekspropriacyjne (m.in. zakład „Solali” w Żywcu, garbarnia w Łodygowicach),
- rozprawy z bandami rabunkowymi podających się za AK.
- ochrona miejscowej ludności

W oddziale panowała bardzo surowa dyscyplina, wszelkie akcje musiały być prowadzone za wiedzą inspektora „Romana” - kpt. Antoniego Płanika (był on inspektorem bielskim AK, a potem DSZ, organizatorem „drugiej konspiracji” i bezpośrednim przełożonym dowódców "Garbnika" w czasach AK i DSZ)).

## Rozformowanie
Na przełomie września i października 1945 roku, wobec rozbicia struktur propagandowych DSZ i ogłoszenia tzw. amnestii, dowództwo Okręgu Śląskiego DSZ zdecydowało o ujawnieniu. Komisje likwidacyjne działały m.in. w Bielsku (z udziałem Płanika). Większość podkomendnych „Garbnika” skorzystała z amnestii i oddział został rozwiązany.

## Symbol oddziału
Partyzanci jednostki „Garbnik” w 1945 nosili owalną naszywkę projektu por. Wacława Zdyba „Zawiei” – emblemat haftowany na prawym rękawie, przedstawiający stylizowanego orła na tle zielonego drzewa iglastego.

## Miejsca pamięci
- Mogiła żołnierzy „Garbnika” w przysiółku Długie Łąki w Wielkiej Puszczy[14].
- Pomnik upamiętniający działalność kompanii, odsłonięty w Wielkiej Puszczy[14].
- Tablica pamiątkowa na rynku w Żywcu odsłonięta w 2002 r., a dedykowana żołnierzom AK Żywiecczyzny, w tym wymienionemu na tablicy oddziałowi "Garbnik" i jego dowódcom[15].